# Czechosłowacja na Letnich Igrzyskach Olimpijskich 1972
Czechosłowację na Letnich Igrzyskach Olimpijskich 1972 reprezentowało 181 zawodników, 145 mężczyzn i 36 kobiet.

## Zdobyte medale
| Medal  | Zawodnik | Dyscyplina    | Konkurencja            |
| ------ | --- | ------------- | ---------------------- |
| Złoto  | Ludvík Daněk | Lekkoatletyka | Rzut dyskiem           |
| Złoto  | Vítězslav Mácha | Zapasy        | – 74 kg                |
| Srebro | Milena Duchková | Skoki do wody | Trampolina 3-metrowa   |
| Srebro | František Králík Peter Pospíšil Ivan Satrapa Vladimír Jarý Jiří Kavan Andrej Lukošík Vladimír Haber Jindřich Krepindl Ladislav Beneš Vincent Lafko Jaroslav Konečný Pavel Mikeš František Bruna Zdeněk Škára Jaroslav Škarvan Arnošt Klimčík | Piłka ręczna  | Turniej mężczyzn       |
| Srebro | Ladislav Falta | Strzelectwo   | Pistolet sportowy 25 m |
| Srebro | Oldřich Svojanovský Pavel Svojanovský Vladimír Petříček | Wioślarstwo   | Dwójka ze sternikiem   |
| Brąz   | Otakar Mareček Karel Neffe Vladimír Jánoš František Provazník Vladimír Petříček | Wioślarstwo   | Czwórka ze sternikiem  |
| Brąz   | Eva Šuranová | Lekkoatletyka | Skok wzwyż             |